# 本塚聖也
本塚 聖也（もとづか としや、1997年5月20日 - ）は、北海道札幌市出身のプロサッカー選手。ポジションはミッドフィールダー（MF）。

## 来歴
コンサドーレ札幌（現・北海道コンサドーレ札幌）のアカデミー出身。トップチーム昇格はならず、金沢星稜大学へ進学し、大学では主将を務めた。2019年7月、2020年シーズンからのツエーゲン金沢加入が内定し、同年8月、JFA・Jリーグ特別指定選手に承認された。
2020年より、ツエーゲン金沢へ正式に加入した。8月12日、J2第11節のギラヴァンツ北九州戦でJリーグ初出場すると、11月21日、第35節のアルビレックス新潟戦でプロ入り初得点を決めた。2021年12月6日、契約満了による退団が発表。3日後の12月9日にフクダ電子アリーナで行われたJリーグ合同トライアウトに出場した。
2022年より北海道サッカーリーグのBTOPサンクくりやま（現BTOP北海道）に移籍。

## 所属クラブ
- 札幌大谷地サッカースポーツ少年団
- コンサドーレ札幌U-15
- コンサドーレ札幌U-18（北海道北広島西高等学校[9]）
- 金沢星稜大学
  - 2019年8月 - 同年12月  ツエーゲン金沢（特別指定選手）
- 2020年 - 2021年  ツエーゲン金沢
- 2022年 -  BTOPサンクくりやま/BTOP北海道

## 個人成績
| 国内大会個人成績 | 国内大会個人成績 | 国内大会個人成績 | 国内大会個人成績 | 国内大会個人成績                       | 国内大会個人成績 | 国内大会個人成績 | 国内大会個人成績 | 国内大会個人成績 | 国内大会個人成績 | 国内大会個人成績 | 国内大会個人成績 |
| 年度             | クラブ           | 背番号           | リーグ           | リーグ戦                               | リーグ戦         | リーグ杯         | リーグ杯         | オープン杯       | オープン杯       | 期間通算         | 期間通算         |
| 年度             | クラブ           | 背番号           | リーグ           | 出場                                   | 得点             | 出場             | 得点             | 出場             | 得点             | 出場             | 得点             |
| 日本             | 日本             | 日本             | 日本             | リーグ戦                               | リーグ戦         | リーグ杯         | リーグ杯         | 天皇杯           | 天皇杯           | 期間通算         | 期間通算         |
| ---------------- | ---------------- | ---------------- | ---------------- | -------------------------------------- | ---------------- | ---------------- | ---------------- | ---------------- | ---------------- | ---------------- | ---------------- |
| 2018             | 金沢星稜大       | 6                | -                | -                                      | -                | -                | -                | 1                | 0                | 1                | 0                |
| 2020             | 金沢             | 16               | J2               | 29                                     | 1                | -                | -                | -                | -                | 29               | 1                |
| 2021             | 金沢             | 16               | J2               | 7                                      | 0                | -                | -                | 1                | 1                | 8                | 1                |
| 2022             | くりやま         | 7                | 北海道           |                                        |                  | -                | -                |                  |                  |                  |                  |
| 通算             | 日本             | 日本             | J2               | 36                                     | 1                | -                | -                | 1                | 1                | 37               | 2                |
| 通算             | 日本             | 日本             | 北海道           | \|\|\|\|colspan="2"\|-\|\|\|\|\|\|\|\| |                  |                  |                  |                  |                  |                  |                  |
| 通算             | 日本             | 日本             | 他               | -                                      | -                | -                | -                | 1                | 0                | 1                | 0                |
| 総通算           | 総通算           | 総通算           | 総通算           | 36                                     | 1                | -                | -                | 2                | 1                | 38               | 2                |

- Jリーグ初出場 - 2020年8月12日 J2第12節 vsギラヴァンツ北九州（ミクニワールドスタジアム北九州）
- Jリーグ初得点 - 2020年11月22日 J2第35節 vsアルビレックス新潟（石川県西部緑地公園陸上競技場）